# مدينة ترفيهية

الأميرة النائمة بديزني لاند أناهايم كاليفورنيا.

مدينة الملاهي أو المدينة الترفيهية هي منطقة غرضها ترفيه الزوار بأعداد كبيرة، تجذب السياح من خلال ألعاب ومركبات متنوعة مثل السفينة الدوارة، الأفعوانية، ومنشآت أكثر تعقيدا. توفر عوامل جذب من تصميم جذاب، وعادة ما تهدف إلى تلبية احتياجات الأطفال المراهقين، البالغين.
يختلف المتنزه العادي عن مدينة ملاهي، أراضيها متفرعة ومكرسة لتحكي قصة خاصة في الغالب خيال. وتتميز هذه الأراضي من حيث الفكرة التي تخدمها البيئة الغامرة بالعناصر المختلفة. أنها تخلق جواً أسطورياً لمن يراها، حيث تم تسخير كل شيء ليخدم هذا الغرض. فالهندسة المعمارية والمناظر الطبيعية، والمخازن، المركبات، وحتى المواد الغذائية التي تدعم هذا الموضوع المحدد.
افتتحت أقدم مدينة ملاهي في العالم عام (1583) شمال كوبنهاغن، الدنمارك.
معظم المنتزهات الترفيهية تنشئ على موقع ثابت، بعكس الكرنفالات. هذه الأنواع من المتنزهات مؤقتة، غالبا ما يكون لبضعة أيام أو أسابيع في السنة، مثل الأعياد السنوية في المملكة المتحدة، وكرنفالات (مجموعة مؤقتا وحتى موقف للسيارات ومعارض تعمل مؤقتا في الولايات المتحدة على الأغلب. الطابع المؤقت لهذه المعارض تساعد على نقل الشعور بأن الناس في مكان مختلف لبعض الوقت.

## أمثلة
- ديزني لاند فلوريدا وكاليفورنيا وفرنسا واليابان
- ألتون تاورز إنجلترا
- بارك أستريكس [الفرنسية] فرنسا
- الحكير لاند الرياض السعودية
- جنقل لاند جدة السعودية
- قرطاج لاند تونس
- دريم بارك مصر
- فيراري وورلد الإمارات
- فوجي-كيو هايلاند اليابان
- منتجع إيفرلاند كوريا
- فيالاند إسطنبول تركيا
- شارم بارك فلسطين -قطاع غزة
- ماجيك لاند-القرية الاردنية الترفيهية الأردن

## ألعاب
- أفعوانية
- سيارة اصطدامية
- دوامة خيل
- دولاب هواء
- لعبة الدسكفري
- الطبق الطائر
- السلاسل
- لعبة المقص
- القطار الروسي
- قطار ميكي ماوس
- تصادم السيارات الكهربائية
- لعبة سباق سيارات البنزين
- لعبة سينيما خماسية الابعاد
- لعبة البوستر